# Гурусета, Горка
Горка Гурусета Родригес (исп. Gorka Guruzeta Rodríguez; 12 сентября 1996, Сан-Себастьян, Страна Басков) — испанский футболист, нападающий клуба «Атлетик Бильбао».

## Карьера
Горка родился в Сан-Себастьяне, Гипускоа, Страна Басков и присоединился к молодёжной команде «Атлетик Бильбао» в 2014 году, покинув клуб «Антигуоко». Он дебютировал в фарм-клубе «Атлетика» — «Басконии», в сезоне 2014/15 годов в третьем дивизионе.
18 декабря 2015 года, получив место ввиду травмы Асьера Вилльялибре, Гурусета был переведен во вторую команду «Атлетика». Он дебютировал три дня спустя, начиная с домашней ничьей (1:1) против «Луго».